# 赵君 (企业家)
赵君（1957年—），辽宁复县人，汉族，中华人民共和国企业家，黑龙江省佳木斯北方水泥有限公司董事长，中国共产党党员，第十二届全国人民代表大会黑龙江地区代表。

## 生平
毕业于黑龙江省经济管理干部学院企业管理专业。2013年，被选为全国人大代表。